# Drew Barry
Drew William Barry (* 17. Februar 1973 in Oakland) ist ein ehemaliger US-amerikanischer Basketballspieler.

## Laufbahn
In 117 Spielen für die Hochschulmannschaft des Georgia Institute of Technology erzielte der 1,96 Meter messende Aufbauspieler zwischen 1992 und 1996 im Schnitt 10,7 Punkte und bereitete 6,2 Korberfolge seiner Nebenleute ab. Mit letzterem Wert setzte er sich in der ewigen Bestenliste von „Georgia Tech“ auf den zweiten Rang.
Beim Draftverfahren der NBA im Jahr 1996 riefen die Seattle SuperSonics Barry an 57. und damit vorletzter Stelle auf. Er wurde aber noch vor dem Beginn der Saison 1996/97 aus Seattles Aufgebot gestrichen. Barry ging daraufhin zur Mannschaft Fort Wayne Fury in die CBA, für die er sechs Einsätze bestritt, aber wenig Spielzeit erhielt.
1997/98 gab er bei den Atlanta Hawks seinen NBA-Einstand, stand in 27 Spielen für die Mannschaft auf dem Feld (2,1 Punkte/Spiel). In der Saison 1998/99 wurde Barry im Januar 1999 von den Seattle SuperSonics verpflichtet, in 17 Spielen für Seattle erzielte er im Durchschnitt 2,2 Punkte je Begegnung. Von Anfang November 1999 bis Mitte Dezember 1999 lief Barry in acht Spielen für die Sydney Kings in der australischen Liga NBL auf (7,6 Punkte, 6,3 Vorlagen/Spiel). Er ging in sein Heimatland zurück, zwischen Mitte Dezember 1999 und Anfang Januar 2000 stand er bei den Golden State Warriors (NBA) unter Vertrag, Barry wurde von der Mannschaft aus seiner Heimatstadt in acht Spielen eingesetzt (2,8 Punkte/Spiel). Ende März 2000 unterschrieb er einen bis zum Saisonende 1999/2000 geltenden Vertrag bei den Atlanta Hawks und bestritt für die Mannschaft die letzten acht seiner insgesamt 60 NBA-Einsätze.
Im Laufe der Saison 2000/2001 nahm Barry ein Angebot des deutschen Bundesligisten Brandt Hagen an. Er kam auf 24 Bundesliga-Einsätze, dabei erzielte er im Schnitt 15 Punkte je Begegnung und bereitete 5,7 Korberfolge pro Partie vor. Während seiner Zeit in Hagen kam es zwischen Barry und seinem Mannschaftskameraden Daren Queenan auf dem Spielfeld zu Handgreiflichkeiten.
In der Saison 2001/02 spielte Barry kurzzeitig bei Metis Varese in der ersten italienischen Liga (6 Spiele, 5,7 Punkte/Spiel), dann im selben Land beim Zweitligisten Celana Bergamo. Er wechselte zum Spieljahr 2002/03 nach Polen und verstärkte den dortigen Erstligisten Prokom Trefl Sopot. Mit der Mannschaft nahm er auch am europäischen Vereinswettbewerb FIBA Europe Champions Cup teil, erreichte das Endspiel, verlor dieses mit Sopot jedoch gegen Aris Thessaloniki.

### Familie
Barry ist der Sohn von Rick Barry sowie der Bruder von Scooter Barry, Jon Barry und Brent Barry.